# Sveti Vrh
Sveti Vrh (německy: Heiligenberg) je obec nacházející se v občině Mokronog-Trebelno v Jihovýchodním slovinském regionu ve Slovinsku. Oblast leží v historické regionu Dolní Kraňsko. K roku 2016 zde žilo 120 obyvatel.

## Jméno
V roce 1955 bylo jméno obce změněno ze Sveti Vrh na Vrh nad Mokronogom, důvodem byly snahy komunistické vlády odebrat náboženské elementy z toponym. V roce 1992 se název změnil opět na Sveti Vrh.